# Ferreiraia nigropunctata
Ferreiraia nigropunctata är en insektsart som beskrevs av Piza Jr. 1976. Ferreiraia nigropunctata ingår i släktet Ferreiraia och familjen vårtbitare. Inga underarter finns listade i Catalogue of Life.